# Maceira (vilaiete)
Maceira (em árabe: مصيرة, lit. 'Masirah') é um vilaiete da província Sudeste, no Omã, com capital em Hilfe. Segundo censo de 2010, tinha 8 726 habitantes. Compreende uma área de 654 quilômetros quadrados.

## Localidades do vilaiete
- Hilfe
- Gadir